# Dolichopoda sbordonii
Dolichopoda sbordonii is een rechtvleugelig insect uit de familie grottensprinkhanen (Rhaphidophoridae). De wetenschappelijke naam van deze soort is voor het eerst geldig gepubliceerd in 2006 door di Russo & Rampini.